# Notre-Dame-d'Oé
Notre-Dame-d'Oé är en kommun i departementet Indre-et-Loire i regionen Centre-Val de Loire i de centrala delarna av Frankrike. Kommunen ligger i kantonen Vouvray som tillhör arrondissementet Tours. År 2022 hade Notre-Dame-d'Oé 4 358 invånare.

## Befolkningsutveckling
Antalet invånare i kommunen Notre-Dame-d'Oé
Referens:INSEE